# Caisse d’Epargne/Saison 2009
Dieser Artikel listet Erfolge und Mannschaft des Teams Caisse d’Epargne in der Saison 2009 auf.

## Erfolge beim UCI World Calendar
Bei den Rennen des UCI World Calendar im Jahr 2009 gelangen dem Team nachstehende Erfolge.
| Datum                      | Rennen                                     | Fahrer             |
| -------------------------- | ------------------------------------------ | ------------------ |
| 14. März                   | 4. Etappe Tirreno–Adriatico                | Joaquim Rodríguez  |
| 14. März                   | 7. Etappe Paris–Nizza                      | Luis León Sánchez  |
| 8.–15. März                | Gesamtwertung Paris–Nizza                  | Luis León Sánchez  |
| 6. April                   | 1. Etappe Vuelta al País Vasco             | Luis León Sánchez  |
| 20. Mai                    | 3. Etappe Volta Ciclista a Catalunya       | Alejandro Valverde |
| 18.–24. Mai                | Gesamtwertung Volta Ciclista a Catalunya   | Alejandro Valverde |
| 7.–14. Juni                | Gesamtwertung Critérium du Dauphiné Libéré | Alejandro Valverde |
| 11. Juli                   | 8. Etappe Tour de France                   | Luis León Sánchez  |
| 29. August – 20. September | Gesamtwertung Vuelta a España              | Alejandro Valverde |

## Erfolge in der UCI Europe Tour
Bei den Rennen der UCI Europe Tour im Jahr 2009 gelangen dem Team nachstehende Erfolge.
| Datum           | Rennen                                  | Kat. | Fahrer                |
| --------------- | --------------------------------------- | ---- | --------------------- |
| 11. Februar     | 2. Etappe Tour Méditerranéen            | 2.1  | Mannschaftszeitfahren |
| 11.–15. Februar | Gesamtwertung Tour Méditerranéen        | 2.1  | Luis León Sánchez     |
| 21. Februar     | 1. Etappe Tour du Haut Var              | 2.1  | Luis León Sánchez     |
| 25. März        | 3. Etappe Vuelta a Castilla y León      | 2.1  | Alejandro Valverde    |
| 27. März        | 5. Etappe Vuelta a Castilla y León      | 2.1  | Alejandro Valverde    |
| 12. April       | Klasika Primavera                       | 1.1  | Alejandro Valverde    |
| 5.–10. Mai      | Gesamtwertung Quatre Jours de Dunkerque | 2.HC | Rui Costa             |
| 6. August       | 2. Etappe Burgos-Rundfahrt              | 2.HC | Joaquim Rodríguez     |
| 5.–9. August    | Gesamtwertung Burgos-Rundfahrt          | 2.HC | Alejandro Valverde    |
| 10. August      | 2. Etappe Tour de l’Ain                 | 2.1  | José Joaquín Rojas    |
| 20. August      | 3. Etappe Tour du Limousin              | 2.1  | David Arroyo          |
| 18.–21. August  | Gesamtwertung Tour du Limousin          | 2.1  | Mathieu Perget        |
| 7. Oktober      | 3. Etappe Vuelta a Chihuahua            | 2.1  | Rui Costa             |
| 8. Oktober      | 4. Etappe Vuelta a Chihuahua            | 2.1  | Daniel Moreno         |

## Abgänge – Zugänge
| Zugänge           |                        | Abgänge          |                       |
| ----------------- | ---------------------- | ---------------- | --------------------- |
| Rui Costa         | Benfica                | Joan Horrach     | Katjuscha             |
| Wassil Kiryjenka  | Tinkoff Credit Systems | Wladimir Karpez  | Katjuscha             |
| Arnold Jeannesson | Auber 93               | Fabien Patanchon | Entente Sud Gascogne  |
| Andrey Amador     | Neoprofi               | José Rujano      | Gobernación del Zulia |
| Ángel Madrazo     | Neoprofi               |                  |                       |

## Mannschaft
| Name                       | Geburtstag         | Nationalität |
| -------------------------- | ------------------ | ------------ |
| Andrey Amador              | 29. August 1986    | Costa Rica   |
| David Arroyo               | 7. Januar 1980     | Spanien      |
| Anthony Charteau           | 4. Juni 1979       | Frankreich   |
| Rui Costa                  | 5. Oktober 1986    | Portugal     |
| Arnaud Coyot               | 6. Oktober 1980    | Frankreich   |
| Mathieu Drujon             | 1. Februar 1983    | Frankreich   |
| Imanol Erviti              | 15. November 1983  | Spanien      |
| José Vicente Garcia Acosta | 4. August 1972     | Spanien      |
| José Iván Gutiérrez        | 27. November 1978  | Spanien      |
| Arnold Jeannesson          | 15. Januar 1986    | Frankreich   |
| Wassil Kiryjenka           | 28. Juni 1981      | Belarus      |
| Pablo Lastras              | 20. Januar 1976    | Spanien      |
| David López García         | 13. Mai 1981       | Spanien      |
| Alberto Losada             | 28. Februar 1982   | Spanien      |
| Ángel Madrazo              | 30. Juli 1988      | Spanien      |
| Daniel Moreno              | 5. September 1981  | Spanien      |
| Luis Pasamontes            | 2. Oktober 1979    | Spanien      |
| Óscar Pereiro              | 3. August 1977     | Spanien      |
| Francisco Pérez            | 22. Juli 1978      | Spanien      |
| Marlon Pérez               | 10. Januar 1976    | Kolumbien    |
| Mathieu Perget             | 18. September 1984 | Frankreich   |
| Nicolas Portal             | 23. April 1979     | Frankreich   |
| Joaquim Rodríguez          | 12. Mai 1979       | Spanien      |
| José Joaquín Rojas Gil     | 2. Juni 1985       | Spanien      |
| Luis León Sánchez Gil      | 24. November 1983  | Spanien      |
| Rigoberto Urán             | 26. Januar 1987    | Kolumbien    |
| Alejandro Valverde         | 25. April 1980     | Spanien      |
| Xabier Zandio              | 17. März 1977      | Spanien      |